# Gabberpop
Gabberpop, auch Pop-Gabber oder Gabber-Schlager genannt, ist ein Musikgenre, das Elemente der Popmusik mit Merkmalen von Gabber oder gabber-verwandten Musikgenres wie (Happy) Hardcore und Eurodance kombiniert. Das Genre wird als parodistische und kommerzialisierte Adaption des Gabbers betrachtet und zeichnet sich durch ein hohes Tempo (zwischen 150 und 180 Beats per minute) und die Mischung mit Pop- oder Rap-Vocals aus.

## Stilistische Merkmale
Die verbindenden Elemente des Gabberpops sind ein schnelles Tempo, Melodik, Simplizität sowie Pop- oder Rap-Vocals. Gabberpop zeichnet sich im Vergleich zu Eurodance durch ein schnelleres Tempo und einen druckvolleren Klang aus. Im Gegensatz zu Happy Hardcore bietet Gabberpop einen weniger rauen Sound, der zudem seltener und weniger dominante Underground-Rave-Elemente beinhaltet. Die Bezeichnung Gabberpop ist an sich irreführend, da das Genre eher mit Eurodance und Happy Hardcore als mit klassischem Gabber verwandt ist, der häufig düster und aggressiv wirkt. Im Gabberpop hingegen werden eingängige, fröhliche Melodien verwendet. Diese sind oft simpel und tragen zur Tanzbarkeit der Tracks bei. Außerdem werden statt stark verzerrten Bassdrums eher saubere und weniger aggressive Eurodance-Bassdrums verwendet. Diese sind in der Regel weniger dominant, um den melodischen Elementen mehr Raum zu geben. Typisch für Gabberpop sind hochgepitchte Vocal-Samples in den Refrains und Breakbeat-Elemente. Insbesondere in den Drops werden nicht selten reine Happy-Hardcore- oder Gabber-Sequenzen in die Titel eingebettet. Durch die helle Atmosphäre und oft humoristische sowie ironische Herangehensweise parodiert Gabberpop die übertriebene Härte und Ernsthaftigkeit sowie die kulturellen Klischees des eigentlichen Gabbers. Diese zugängliche und kommerzialisierte Adaption mildert die Intensität des Gabbers stark ab und erreicht so ein breiteres Publikum.

## Kulturelle Herkunft

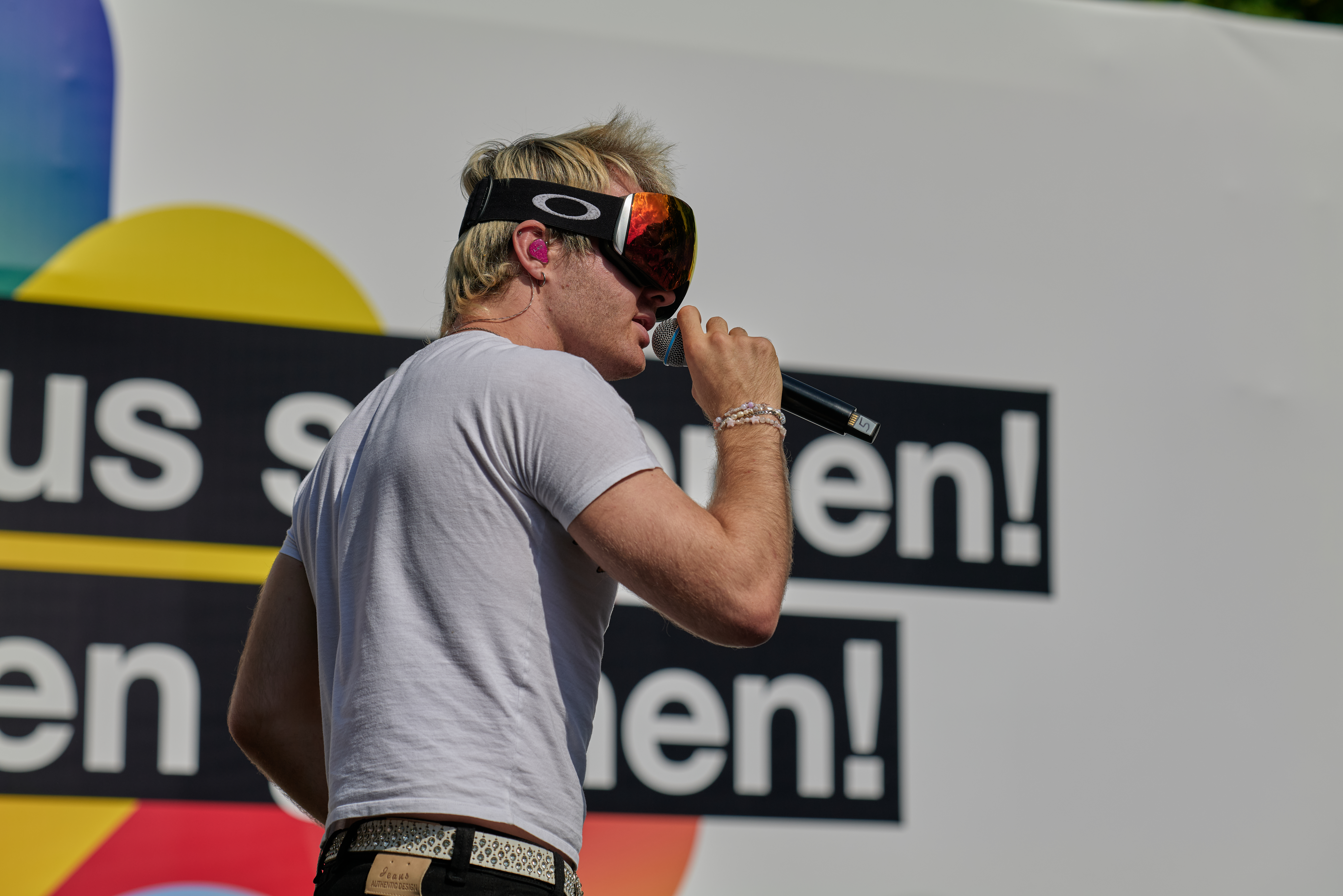
Ski Aggu bei einem Auftritt auf der Demonstration Rechtsextremismus stoppen – Demokratie verteidigen in Berlin 2024

Gabberpop hat seine Wurzeln in den Niederlanden sowie in Belgien und erlangte in den 1990er Jahren Popularität. In den frühen 2020er Jahren, insbesondere ab 2023, erlebte das Genre in den niederländisch- und deutschsprachigen Ländern ein Revival. Die Bezeichnung Gabberpop etablierte sich 2023 letztlich, nachdem die Künstler Joost Klein und Ski Aggu ihr Genre selbst als Gabberpop beschrieben und auch die Presse die Bezeichnung verwendete. Das vierte Studioalbum von Joost Klein Unity sollte außerdem ursprünglich den Titel Gabberpop tragen.

## Geschichte

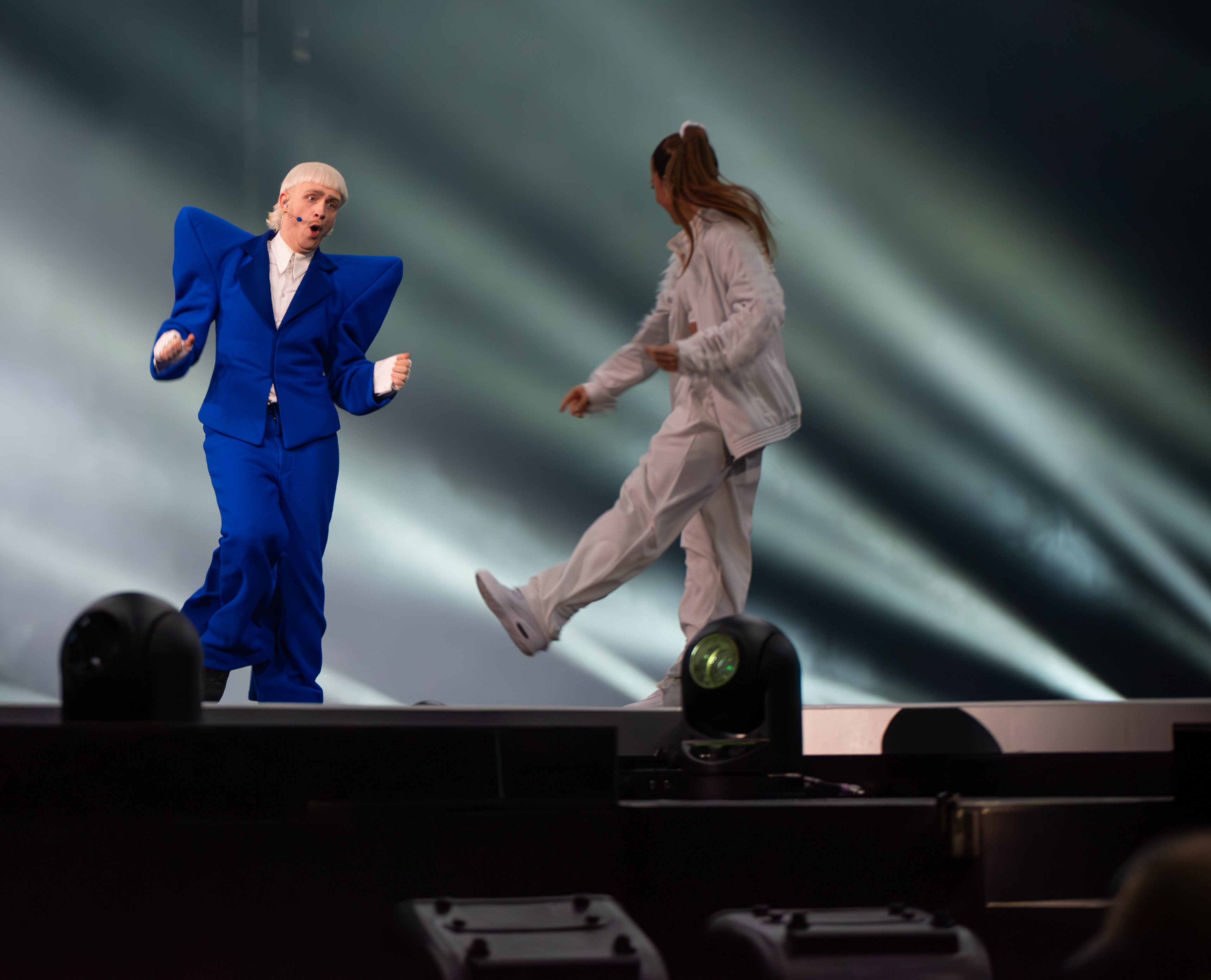
Joost Klein bei der Live-Performance von Europapa beim Halbfinale des ESC 2024 in Malmö

Das Genre entstand in den 1990er Jahren, als Acts wie Hakkûhbar, Party Animals oder Technohead die Popularität von Happy Hardcore nutzten, um Hardcore-Elemente mit zugänglicherer Popmusik und sogar Kinderreimen zu kombinieren. Diese Acts erreichten ein breiteres Publikum, obwohl einige Mitglieder der Gabber-Szene diese Entwicklung als negativ betrachteten und sie als Verwässerung der ursprünglichen Gabber-Kultur ansahen.
Anfang der 2020er Jahre wurde Gabberpop durch Künstler wie Joost Klein, seinen Produzenten Teun de Kruif und Ski Aggu wieder populär. Joost Klein, der als einer der wichtigsten Vertreter des 2020er Gabberpops gilt, erzielte zusammen mit Ski Aggu und Otto Waalkes 2023 einen Nummer-eins-Hit in Deutschland mit der Gabberpop-Single Friesenjung. Joost Klein vertrat die Niederlande beim Eurovision Song Contest 2024 mit dem Gabberpop-Titel Europapa und wurde von der niederländischen Presse als Prinz des Gabberpop bezeichnet.

## Stiltypische Tracks
- DJ Klingelton – Vogeltjesdans Ringtone (2024)
- Filly, Ski Aggu, Bausa & Bunt – Belohnen (2024)
- Finch – Wenn du dumm bist (2025)
- Gabber Piet – Hakke en Zage (1996)
- Hakkûhbar – Super Gabber (1997)
- Joost – Europapa (2024)
- Joost – Wachtmuziek (2022)
- Joost & Stuntje – We'll Meet Again  (2025)
- Party Animals – Have You Ever Been Mellow (1995)
- Ski Aggu, Joost & Otto Waalkes – Friesenjung (2023)
- Technohead – I Wanna Be a Hippy (1995)

## Bekannte Vertreter
- Finch
- Gabber Piet
- Hakkûhbar
- Joost
- Party Animals
- Ski Aggu
- Tantu Beats
- Technohead